# Apostolische Administratur Atyrau
Die Apostolische Administratur Atyrau (lateinisch Apostolica Administratio Atirauensis) ist eine römisch-katholische Apostolische Administratur mit Sitz in Atyrau in Kasachstan.

## Geschichte
Die Administratur wurde am 7. Juli 1999 durch Papst Johannes Paul II. mit der Bulle Ad aptius consulendum aus der Apostolischen Administratur in Kasachstan heraus gegründet.

### Administratoren
- Janusz Kaleta, 1999–2011, dann Bischof von Karaganda
- Adelio Dell’Oro, 2012–2015, dann Bischof von Karaganda
- Dariusz Buras, 2015–2020
- Peter Sakmár, seit 2020

## Pfarreien
- Aktau – Pfarrei der Herz-Jesu-Verehrung
- Atyrau – Pfarrei der Verklärung Christi
- Aqtöbe – Pfarrei des Guten Hirten
- Chromtau – Pfarrei der Heiligen Familie
- Uralsk – Pfarrei Muttergottes von der immerwährenden Hilfe
- Qulsary – Pfarrei der Barmherzigkeit Gottes

## Klöster und Kongregationen
- 2002–2008: die Schwestern vom armen Kinde Jesus, (Clara Fey)
- Die Kongregation der Schwestern von der hl. Elisabeth